# Schilderhaus

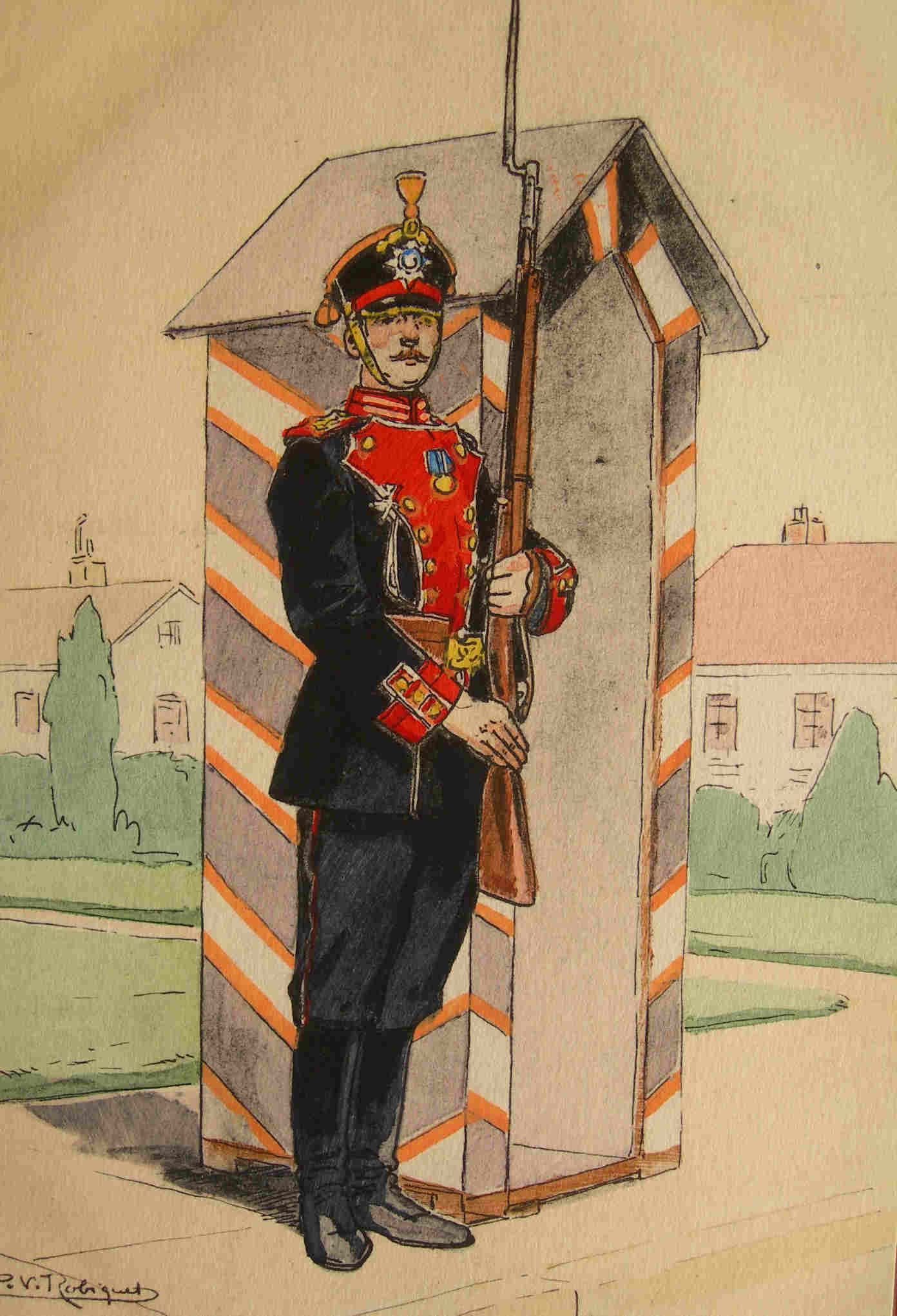
Russischer Wachtsoldat

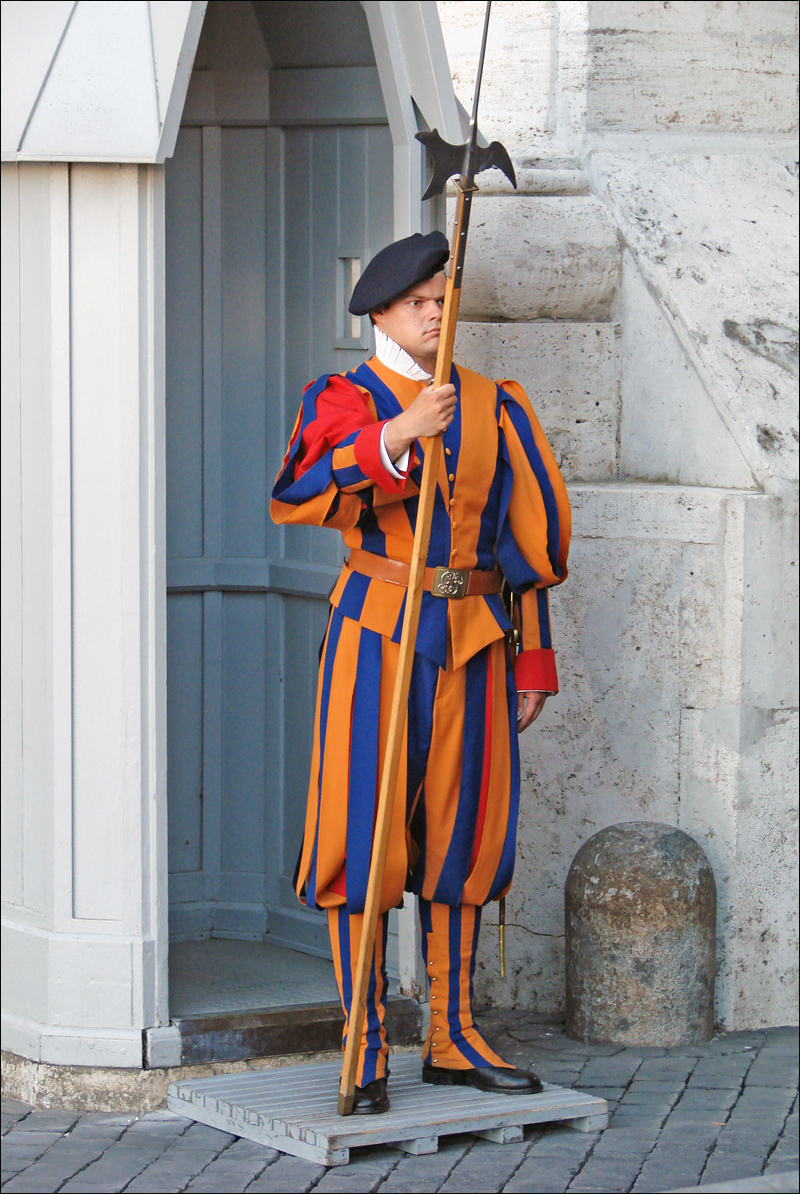
Schweizergardist im Vatikan

Ein Schilderhaus oder Schilterhaus (auch bekannt als Wachhaus oder als Diminutiv Wachhäuschen) ist ein mobiler oder immobiler Unterstand für militärische Wachposten vor Kasernen, Militärdepots, Gefangenenlagern u. Ä., vor den Sitzen von Potentaten und vor Ehrenmalen, früher auch vor Regierungssitzen und Rathäusern.
Als museale Relikte finden sie sich heute hier und da an Zugbrücken vor Burg- und Wallanlagen.
Schilderhäuser sind zumeist aus Holz gefertigt, messen etwa 1,50 × 1,00 m im Grundriss und sind 2,5 bis 3 m hoch. Sie besitzen ein Dach und haben an der breiteren Frontseite eine ausreichende Wandöffnung, so dass ein Soldat mit Gewehr in das Schilderhaus bei Regen und Schnee oder im Sommer bei extremer Sonneneinstrahlung schutzsuchend eintreten kann. Selten besitzen sie eine Bank zum Sitzen, häufig jedoch 2 seitliche Öffnungen als Ausguck.
Schilderhäuser sind in der Regel auffällig gestrichen, zum Beispiel mit Schrägstreifen in den Landesfarben: Schwarz-Weiß für Preußen, Weiß-Blau für Bayern oder Rot-Weiß für die Hansestädte, oder in den Farben der Waffengattungen. Gelegentlich werden als äußere Zeichen auch Wappen auf ihnen angebracht.
Im oder vor dem Schilderhaus steht ein Einzelposten als Schildwache, deren Bezeichnung von der Aufgabe herrührt, abgestellte oder aufbewahrte Schilde und Waffen zu bewachen.